# Supkopp

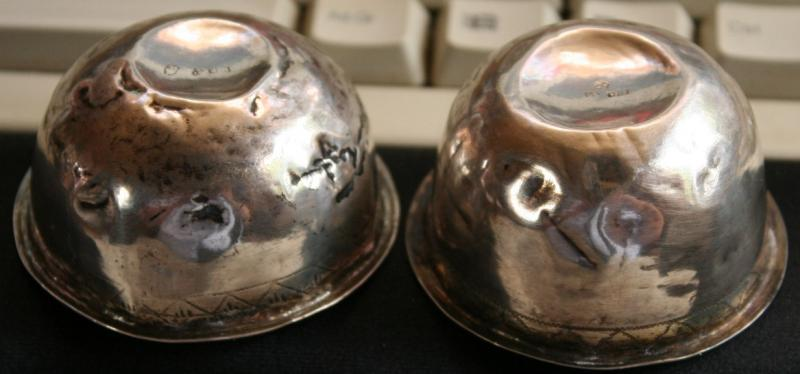
Supkoppar

Supkopp är ett litet dryckeskärl av glas eller metall som användes fram till slutet av 1700-talet då brännvinskalken blev modern. Supkopparna användes som dryckeskärl, bland annat för brännvin. Kopparna kunde även fungera som statusföremål och var då i regel tillverkade av ädelmetaller och i vissa fall utsmyckade, exempelvis med guldbeläggningar.